# Bruno Moreira Soares
Bruno Moreira Soares (Cajamar, Brasil; 8 de abril de 1999) es un futbolista brasileño que juega como delantero y su club actual es el Persebaya de Indonesia cedido desde el Envigado FC de la Categoría Primera A de Colombia.

## Trayectoria

### Inicios
Se formó en el Santos de su natal Brasil. En la temporada 2018 juega para la filial "B" del club en la Copa Paulista disputando 3 partidos en donde convirtió un gol.
Es destacable renombrar que en su primer partido profesional anotó dicho tanto ante el Bragantino B.

### Envigado FC
Para 2019 decide tomar nuevos rumbos y ficha con el Envigado FC de Colombia bajo las órdenes del entrenador Eduardo Lara. Con 'la cantera de héroes' debutaría el día 23 de marzo de 2019 en la derrota de su club 4-1 ante el DIM ingresando al terreno de juego al minuto 72' del encuentro.

## Clubes
| Club        | País          | Año           |
| ----------- | ------------- | ------------- |
| Santos B    | Brasil        | 2018          |
| Envigado FC | Colombia      | 2019          |
| Greeners    | Corea del Sur | 2020          |
| Mugunghwa   | Corea del Sur | 2020          |
| Persebaya   | Indonesia     | 2021-presente |

## Estadísticas
| Club                   | Div.          | Temporada     | Liga  | Liga  | Copa Nacional | Copa Nacional | Copa Internacional | Copa Internacional | Total | Total |
| Club                   | Div.          | Temporada     | Part. | Goles | Part.         | Goles         | Part.              | Goles              | Part. | Goles |
| ---------------------- | ------------- | ------------- | ----- | ----- | ------------- | ------------- | ------------------ | ------------------ | ----- | ----- |
| Santos B · Brasil      | 4.ª           | 2018          | -     | -     | 3             | 1             | -                  | -                  | 3     | 1     |
| Santos B · Brasil      | Total club    | Total club    | 0     | 0     | 3             | 1             | 0                  | 0                  | 3     | 1     |
| Envigado FC · Colombia | 1.ª           | 2019          | 8     | 0     | 1             | 0             | -                  | -                  | 9     | 0     |
| Envigado FC · Colombia | Total club    | Total club    | 8     | 0     | 1             | 0             | 0                  | 0                  | 9     | 0     |
| Total carrera          | Total carrera | Total carrera | 8     | 0     | 4             | 1             | 0                  | 0                  | 12    | 1     |